# Salix yoshinoi
Salix yoshinoi és una espècie de salze endògena del Japó central. És un arbre caducifoli que pot atènyer una altitud de fins a uns vint-i-cinc metres. És una espècie de plantes amb flors que pertany al gènere Salix i a la família Salicaceae. Va ser descrita pel botànic japonès Gen'ichi Koidzumi el 1915.